# Andrzej Staszel
Andrzej Staszel (ur. 1952) – polski kombinator norweski, brązowy medalista mistrzostw Europy juniorów.
26 lutego 1972 roku w Tarvisio podczas mistrzostw Europy juniorów zdobył brązowy medal w konkursie indywidualnym rozgrywanym metodą Gundersena (skoki + bieg na 15 kilometrów). Rywalizację przegrał wówczas z reprezentantem ZSRR – Faritem Zakirowem oraz z Polakiem – Janem Legierskim.